# جولیان بیلی
جولیان بیلی (انگلیسی: Julian Bailey؛ زادهٔ ۹ اکتبر ۱۹۶۱ در وولیچ) رانندهٔ مسابقات اتومبیل‌رانی فرمول یک اهل انگلستان است که با تیم‌های تایرل و لوتوس در این مسابقات شرکت کرده است.